# Sidro
Sidro, acrònim de Société Internationale d'Energie Hydro-Électrique fou una societat que si bé es constituí a Brussel·les el 31 de gener de 1923, la seu legal s'establí a la ciutat de Toronto, al Canadà. El seu promotor fou el financer belga Alfred Loewenstein. La seva funció era ser una companyia inversora en companyies de producció d'electricitat.

## Antecedents
Alfred Loewenstein havia estat el financer de Brussel·les quer havia captat finançament pels projectes hidroelèctrics de Frederick Stark Pearson primer a Brasil i Mèxic i després per a la Barcelona Traction. Admirador de l'obra de Pearson i un cop finalitzada la Primera Guerra Mundial, Loewenstein volgué construir per si mateix un grup similar.

## Constitució
Des del principi hi hagué una relació propera amb una altra societat inversora belga, la Sofina. Compartien president del consell d'administració - Maurice Despret -, i també tenien petites participacions creuades de capital. El conseller delegat era Dannie Heineman, que també tenia la mateixa funció a la Sofina.
Els socis inicials foren James Dunn i Alfred Loewenstein, promotors de la Barcelona Traction, Light and Power, així com les societats Guarantee Insurance and Investment Company, accionista de referència de la Barcelona Traction, i la Canadian and General Finance. Els socis van aportar a l'actiu de la societat importants paquets d'accions privilegiades de la Barcelona Traction, de forma que a partir de 1924 la Sidro controlava la Barcelona Traction.
El 1924 adquirí un paquet de control de la Mexican Light and Power.
El 1927 Alfred Loewenstein va haver de vendre a la Sofina les seves accions de la Sidro. El 1929 la Sidro efectua una ampliació de capital que fou subscrita per la Sofina, augmentant la seva participació en la societat.